# Psilopogon australis
El barbudo orejigualdo (Psilopogon australis) es una especie de ave piciforme de la familia Megalaimidae nativa del sudeste asiático.

## Distribución y hábitat
Es endémica de Java y Bali. Habita tanto en las selvas, como en los bosques mixtos y bosques secundarios, hasta los 1500 m de altitud.